# 라신반 (상점)
라신반(일본어: らしんばん,영어: LASHINBANG)은 주식회사 라신반이 운영 하는 동인 숍이다.

## 개요
코믹 , 애니메이션 관련 상품 , 동인지 , 텔레카 등의 중고품 의 매입·판매, 오리지널 의상 의 제작 ·판매를 실시하고 있다.
주요 라이벌 기업 , 즉 같은 업종은, 만다라케 , K-BOOKS 등을 들 수 있다. 수도권 내의 주요 점포 는 이케부쿠로 였지만 마침내 아키하바라 에도 진출했다.
2013년 2월 까지 아날로그 인 스탬프 카드를 도입하고 있어, 현금 200엔 마다의 쇼핑 으로 스탬프를 1개 날인해 주어, 50 포인트 모이면 500엔 의 할인권으로서 사용이 가능 해진다. 기한을 마련하지 않고, 영구적으로 사용할 수 있다고 알기 쉬운 점이 매력이지만, 크레디트 지불 이라고 스탬프 의 대상 외였다 .
3월 부터는 디지털 바코드 관리의 멤버스 카드 로 변경 . 현금 200엔 마다의 쇼핑 으로 10 포인트 가 가산 되어 , 500포인트 모이면 500 엔분 의 쇼핑 권 이 자동 발행 된다 . 쇼핑 권의 유효 기간은 발행일로부터 90일간이다. 이쪽도 크레디트 지불은 포인트 대상 외가 된다. 스탬프 카드 와 환원율은 같지만, 포인트가 모인 시점에서 권이 자동 발행되어 버리는 점이 사용하게 하는 것을 서두르게 되어 버려 유감이다(곧 사용할 기회가 있으면 좋지만 ) .